# The Definitive Collection (álbum de Kansas)
Definitive Collection es un álbum recopilatorio de la banda estadounidense de rock progresivo Kansas y fue lanzado en Europa en el año de 1997 por Sony Music Entertainment.  En Estados Unidos se publicó un año después por la misma discográfica.
Esta compilación contiene muchas de las canciones más exitosas de la banda, de hecho, seis de las siete que alcanzaron los 40 primeros lugares del Billboard estadounidense, tales como «Carry On Wayward Son», «Dust in the Wind» y «Point of Know Return».  Además se encuentran en este álbum tres temas en vivo («Song for America» y «The Wall» en el disco uno e «Incomudro - Hymn To The Atman» en el segundo CD).
También se enlistan las melodías «Portrait (He Knew)» y «Can I Tell You» en edición de sencillo y en versión de demostración respectivamente.

## Lista de canciones

### Disco uno
| Side one |                                           |                                                              |          |  |
| N.º      | Título                                    | Escritor(es)                                                 | Duración |  |
| 1.       | «Point of Know Return»                    | Steve Walsh / Robby Steinhardt / Phil Ehart                  | 3:08     |  |
| 2.       | «Carry On Wayward Son»                    | Kerry Livgren                                                | 5:20     |  |
| 3.       | «What's On My Mind»                       | Kerry Livgren                                                | 3:27     |  |
| 4.       | «Icarus - Borne On Wings of Steel»        | Walsh / Livgren                                              | 6:02     |  |
| 5.       | «Song for América» (en vivo)              | Kerry Livgren                                                | 7:25     |  |
| 6.       | «The Wall» (en vivo)                      | Walsh / Livgren                                              | 4:40     |  |
| 7.       | «People of the South Wind»                | Walsh / Livgren                                              | 3:37     |  |
| 8.       | «Hold On»                                 | Kerry Livgren                                                | 3:51     |  |
| 9.       | «Fight Fire with Fire»                    | John Elefante / Dino Elefante                                | 3:40     |  |
| 10.      | «Play the Game Tonight»                   | Livgren / Rich Williams / Ehart / Danny Flower / Rob Frazier | 3:20     |  |
| 11.      | «Tomb 19»                                 | Walsh / Steve Morse                                          | 3:51     |  |
| 12.      | «Stand Beside Me»                         | Bruce Gaitsch                                                | 3:27     |  |
| 13.      | «Hope Once Again»                         | Steve Walsh                                                  | 4:31     |  |
| 14.      | «Got to Rock On»                          | Steve Walsh                                                  | 3:17     |  |
| 15.      | «Reason to Be»                            | Kerry Livgren                                                | 3:43     |  |
| 16.      | «It Takes a Woman's Love (To Make a Man)» | Steve Walsh                                                  | 3:05     |  |
| 17.      | «Lonely Wind»                             | Steve Walsh                                                  | 4:14     |  |
| 18.      | «Dust in the Wind»                        | Kerry Livgren                                                | 3:22     |  |

### Disco dos
| Side one |                                             |                                      |          |  |
| N.º      | Título                                      | Escritor(es)                         | Duración |  |
| 1.       | «Wheels»                                    | Walsh / Livgren                      | 4:31     |  |
| 2.       | «Perfect Lover»                             | J. Elefante / D. Elefante            | 4:19     |  |
| 3.       | «Incomudro - Hymn to the Atman» (en vivo)   | Kerry Livgren                        | 16:08    |  |
| 4.       | «Portrait (He Knew)» (edición del sencillo) | Walsh / Livgren                      | 3:45     |  |
| 5.       | «Can I Tell You» (demo)                     | Walsh / Williams / Ehart / Dave Hope | 4:20     |  |

## Créditos
- Steve Walsh — voz, coros  y teclados (excepto en las canciones «Fight Fire with Fire», «Play the Game Tonight» y «Perfect Lover»)
- John Elefante — voz y teclados (en las canciones «Fight Fire with Fire», «Play the Game Tonight» y «Perfect Lover»)
- Kerry Livgren — guitarra, teclados y coros (excepto en las canciones «Tomb 19», «Stand Beside Me» y «Hope Once Again»)
- Steve Morse — guitarra (en las canciones «Tomb 19», «Stand Beside Me» y «Hope Once Again»)
- Robby Steinhardt — voz principal (en la canción «Can I Tell You»), violín, viola y coros
- Rich Williams — guitarra
- Dave Hope — bajo (excepto de las canciones «Perfect Lover», «Tomb 19», «Stand Beside Me» y «Hope Once Again»
- Billy Greer — bajo (en las canciones «Tomb 19», «Stand Beside Me» y «Hope Once Again»)
- Phil Ehart — batería y percusiones